# Pycnodella
Pycnodella is een geslacht van rechtvleugeligen uit de familie veldsprinkhanen (Acrididae). De wetenschappelijke naam van dit geslacht is voor het eerst geldig gepubliceerd in 1965 door Descamps.

## Soorten
Het geslacht Pycnodella  is monotypisch en omvat slechts de volgende soort:
- Pycnodella pictula (Descamps, 1965)